# Anemômetro
Anemômetro (português brasileiro) ou anemómetro (português europeu) (do grego anemus: vento) é um instrumento utilizado para medir a velocidade de um fluido.

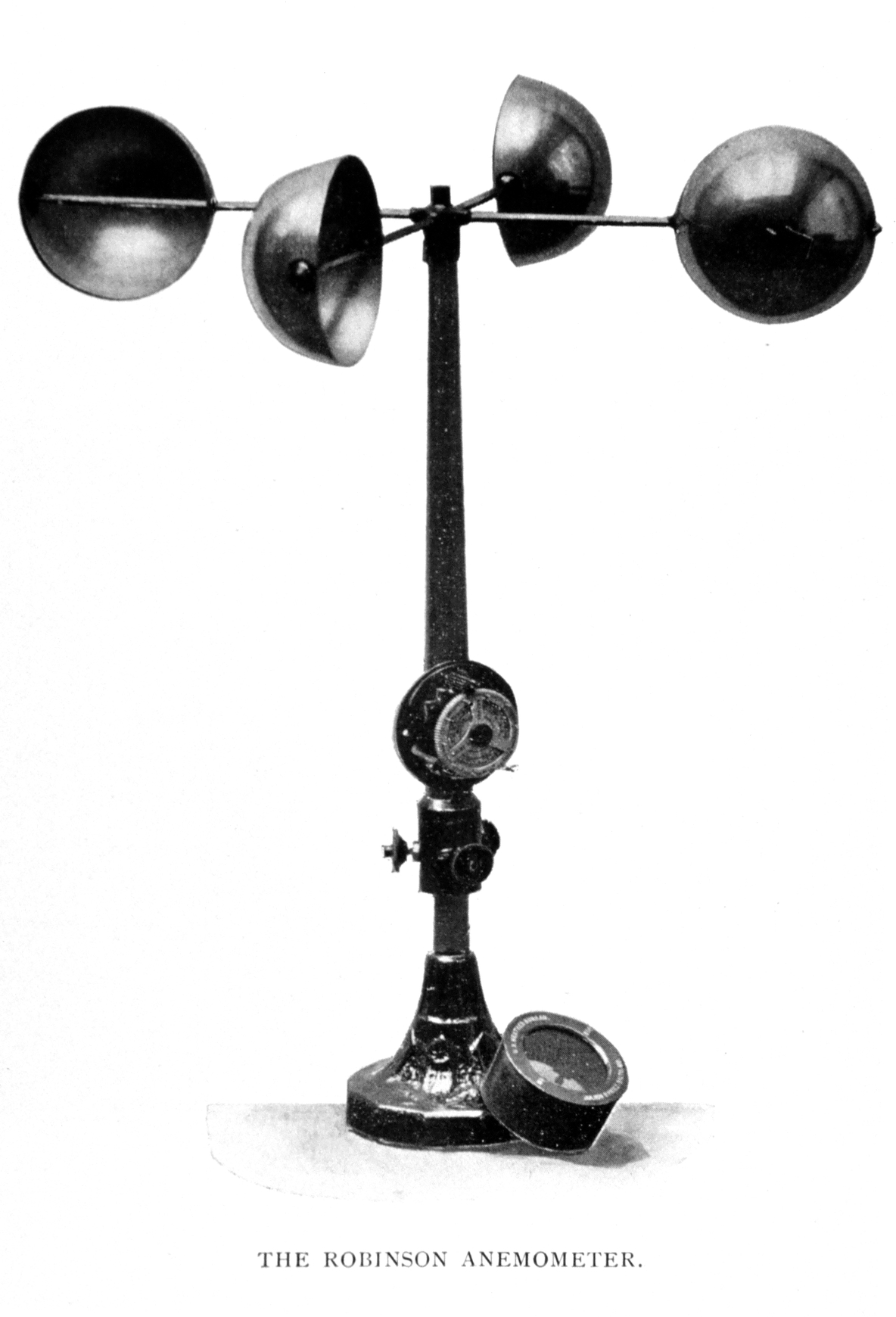
Equipamento de 1846

Existem registros que atribuem a invenção a Leonardo da Vinci, porém considera-se como o inventor do primeiro anemômetro o humanista italiano Leon Battista Alberti, em 1450. Consistia num disco colocado perpendicularmente à direção do vento, e, através do ângulo de inclinação do disco, era medida a velocidade do vento. Esse mesmo tipo foi mais tarde reinventado por Robert Hooke, cientista inglês, em 1644, muitas vezes também considerado erroneamente como o inventor do primeiro anemômetro. O anemômetro de conchas, ainda hoje largamente utilizado, foi inventado em 1846 por John Thomas Romney Robinson. O anemômetro de tubo é muitas vezes atribuído a James Lind (1755), embora este não tenha sido o primeiro a desenhá-lo, porque o seu foi considerado o mais prático e, assim, o mais reconhecido. O anemômetro sônico foi inventado pelo geólogo Dr. Andreas Pfitsch, em 1994.

## Tipos de anemômetro
Para medição do vento, existem os anemômetros do tipo concha (copo ou caneca), tipo sônico e do tipo hélice.
 

Para medição de líquidos, têm-se os anemômetros a fio quente, a filme quente e a raio laser.

Anemômetro

## Anemômetro de Robinson
Um rotor com três conchas hemisféricas aciona um mecanismo onde é instalado um sensor eletrônico. A vantagem deste sistema é que ele independe da direção do vento, e, por conseguinte, de um dispositivo de alinhamento.
Os anemômetros de Robinson são também denominados anemômetro estacionário, anemômetro de copos, anemômetro de pás, anemômetro de torre ou anemômetro industrial. Vantagens: ideal para baixas e médias velocidades, pois é preciso. São ideais para processos nos quais o anemômetro necessite estar fixo com leitura permanente. Desvantagens: não é ideal para altas velocidades, devido ao esforço mecânico provocado pelos ventos.

## Anemômetro sônico
O anemômetro sônico, através de ondas sonoras, realiza medidas a alta frequência (várias medições por segundo) das três componentes da velocidade do vento (duas horizontais e uma vertical).